# Michał Przerwa-Tetmajer (muzyk)
Michał Przerwa-Tetmajer (ur. 17 lutego 1985 w Brzesku) – polski gitarzysta, wokalista, twórca muzyki, autor tekstów.
Jego twórczość nawiązuje do jazzu, post-rocka, folku, bluesa i ragtime’u. W latach 2008–2017 był gitarzystą zespołu Jazzpospolita, z którym wydał 6 albumów. W 2014 roku, jako lider zespołu jazzowego wydał płytę Doktor filozofii. W 2016 roku, wraz z zespołem Niskie ciśnienie nagrał album Dla domu i ogrodu. Mieszka i tworzy w Warszawie.
Michał Przerwa-Tetmajer jest absolwentem Wrocławskiej Szkoły Jazzu i Muzyki Rozrywkowej oraz Policealnego Studium Jazzu im. Henryka Majewskiego w Warszawie.

## Dyskografia

### Jako lider
- 2019 - Michał Przerwa-Tetmajer (Self Titled)
- 2018 – EP Dwa czy jeden?

- 2014 – Doktor filozofii

### Jazzpospolita
- 2017 – Humanizm
- 2016 – Made in China
- 2014 – Jazzpo!
- 2012 – Repolished Jazz
- 2012 – Impulse
- 2010 – Almost Splendid
- 2009 – EP Polished Jazz

### Niskie ciśnienie
- 2016 – Dla domu i ogrodu